# Vájatvezetéses autóversenypálya

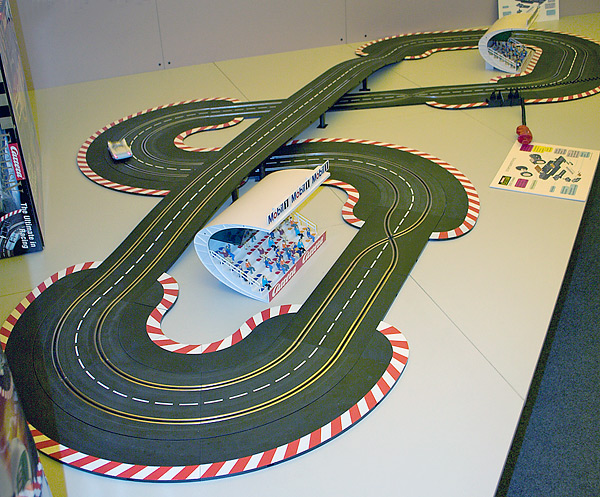
Egy egyszerű vájatvezetéses autóversenypálya

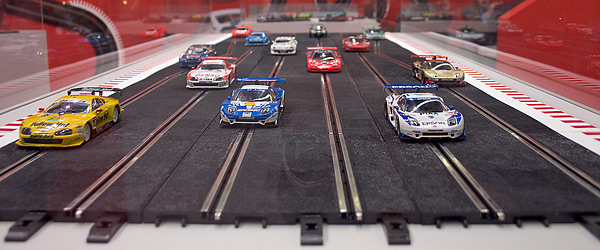
Hatsávos autóversenypálya

Működési elv

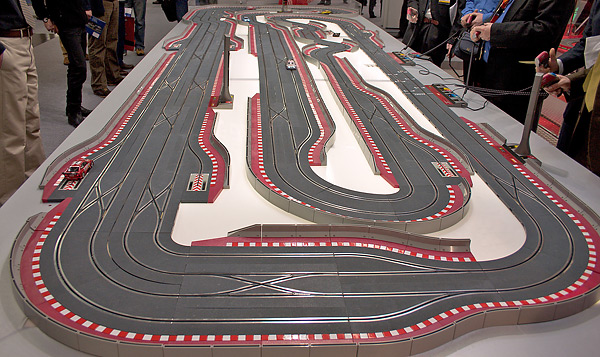
Digitális versenypálya

A vájatvezetéses autóversenypálya egy olyan, elsősorban beltéri használatra szánt autóversenypálya, melyen általában két vezetősáv található, és amelyeken elektromos motoros autómodellek száguldoznak. Az autók az alvázukon található áramszedő lemezkék vagy kefék segítségével jutnak a működtetésükhöz szükséges alacsony feszültségű elektromos áramhoz. Az autókat a játékosok nyomógombos kontrollerrel tudják irányítani, a jobban benyomott gomb nagyobb, a visszaengedett gomb alacsonyabb feszültséget és ezáltal sebességet biztosít.
A kezdő készletek 1 : 43-as méretarányúak, a profibbak 1 : 32-esek vagy 1 : 24-esek, a hozzájuk tartozó pályák pedig 1 : 43-as, illetve 1 : 24-es kicsinyítésűek. Az autóversenypályán a játékosok egymás ellen versenyezhetnek a gázgomb megfelelő idejű és erősségű benyomásával. A kis autók nagyobb sebesség esetén az ívekben könnyen kisodródhatnak vagy kirepülhetnek, így fontos a pályának megfelelő sebesség pontos megválasztása.
A pálya egymásba csúsztatható pályaelemekből építhető fel, melyek között találhatunk különböző hosszúságú egyenes darabokat továbbá többféle sugarú íves elemeket is. Bizonyos készletek lehetővé teszik a kétsávos pályánk három- vagy négysávossá való bővítését is.

## Története

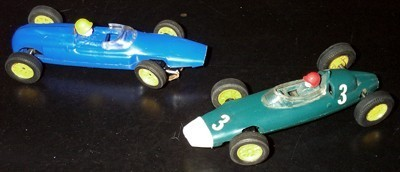

Az első kereskedelmi forgalomba hozott slot car-okat a Lionel gyártotta, és 1912-től szerepeltek a katalógusaikban, az áramellátást egy vályúba vagy a sínek közötti széles résbe süllyesztett játékvonat-sín biztosította. Meglepő módon hasonlítottak a modern slot car-okhoz, de a független sebességszabályozás csak opcionális kiegészítőként volt elérhető. A gyártást 1915 után megszüntették. Az elkövetkező negyven évben szórványosan több más elektromos meghajtású kereskedelmi termék is megjelent, majd eltűnt. Bár már 1936 márciusában bejegyeztek egy slot carra vonatkozó szabadalmat, az 1950-es évek végéig szinte az összes motoros játékjárművet emelt sínek vezették, akár a kerekeknél (vasúti stílusban), akár a sáv közepén vagy szélén.
Az 1930-as évek végére a komoly kézművesek/hobbisták viszonylag nagy (1:16-1:18 méretarányú) modellautókkal versenyeztek, amelyeket kis belső égésű motorok hajtottak, eredetileg szikragyújtásos, később izzítógyújtásos motorokkal. A vezetéshez az autókat egy középső sínre rögzítették, vagy egy körpálya közepéhez kötötték, majd elindították és időre futni hagyták őket. A sebességet és a kormányzást nem lehetett irányítani, így a „gázos autó” versenyek elsősorban a szerelők hobbijának számítottak. Az 1940-es években a brit hobbisták kézzel készített motorokkal kezdtek kísérletezni az irányítható elektromos autók terén, az 1950-es években pedig a kis modellező vonatmotorokat használták, amelyek akkoriban váltak elérhetővé. 1954-ben a brit Southport Model Engineering Society-t egy szabadalom tulajdonosa perelte be, mert vasúti vezetésű gázüzemű autók kiállításával gyűjtött pénzt, ezért a tagok helyette egy elektromos versenypályát építettek, egy úttörő, közel 60 láb hosszú, hat sávos pályát 1:32 méretarányú vasúti vezetésű autók számára, amelyet széles körben az elektromos vasúti és slot-versenyek elődjének tekintenek. 1955–1956-ban több klub az Egyesült Királyságban és az Amerikai Egyesült Államokban, a Southport pálya inspirálására, szintén központi sínekkel, majd nem sokkal később a pálya felületén lévő résszel vezetett elektromos autókat versenyzett. A „slot car” kifejezést azért alkották, hogy megkülönböztessék ezeket a korábbi „rail car”-tól. Ahogy a tagok által épített klubpályák elterjedtek, a sín és a slot relatív előnyeit több éven át vitatták, de a sínek zavaró megjelenése és az, hogy a kanyarokban csúszáskor blokkolták az autó hátsó kerekeit, komoly hátránynak bizonyult. Az új klubok egyre inkább a slot rendszert választották. 1963-ra még a vasúti versenyzés úttörő klubjai is elkezdtek áttérni a slotra.

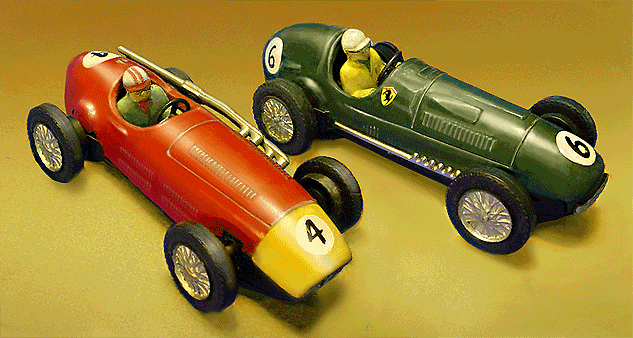
Nagyon korai Scalextric slot car modellek 1:30 méretarányban, 1957 körül. Ezek a fém karosszériás versenyautók a Scalex óraműves autók elektromos változatai voltak, és a modern korszak első kereskedelmi forgalomba hozott slot carjai közé tartoznak. A Maserati 250F (balra) és a Ferrari 375 Grand Prix autókat ábrázolják

1957-ben a Minimodels átalakította Scalex 1:30 (később 1:32) óraműves versenyautóit elektromosra, létrehozva a híres Scalextric slot-vezérelt modellek sorozatát, a Victory Industries pedig bevezette a VIP sorozatot, Végül mindkét vállalat az új műanyag-öntési technológiákat alkalmazta, hogy a tömegpiac számára 1:32 méretarányú, hiteles karosszériával rendelkező, irányítható slot versenyautókat kínáljon. Mindkét sorozat tartalmazott sokoldalú, szekcionált pályákat otthoni versenyzők – vagy otthoni autósok – számára; a VIP sportautókat és kiegészítőket gyártott, amelyek a „modellutak” témájára összpontosítottak, míg a Scalextric sikeresebben a Grand Prix versenyekre koncentrált.
Mivel a Scalextric azonnal nagy sikert aratott, az amerikai hobbisták és gyártók 1:24 méretarányú autómodelleket alakítottak át slotokká, és a brit-amerikai mérnök, Derek Brand kifejlesztett egy apró vibrátormotort, amely elég kicsi volt a H0-s méretarány-hoz. A Mettoy Playcraft divíziója gyártotta ezeket az Egyesült Királyságban, és egy évvel később az Aurora Plastics Corp. hatalmas sikerrel dobta piacra az HO vibrátorkészleteket az Egyesült Államokban. A kis autók elbűvölték a közönséget, és áruk és helyigényük jobban megfelelt az átlagos fogyasztóknak, mint a nagyobb méretarányú modellek. Alig egy-két év alatt a Scalextric 1:32-es autói és az Aurora „Model Motoring” HO sorozata elindította az 1960-as évek „slot car őrületét”.

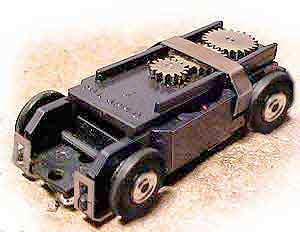
Aurora „Thunderjet-500” HO alváz és motor, 1963–1971

A slot car őrület elsősorban amerikai jelenség volt, de kereskedelmi szempontból hatalmas sikert aratott. 1963-ban, miután másfél millió darabot gyártottak, az Aurora a problémás vibrátoros autókat egy innovatív lapos kommutátoros („pancake”) motorral váltotta fel, amelyet szintén Brand tervezett, és így született meg a történelem valószínűleg legkelendőbb slot carja, az Aurora Thunderjet-500. A Faller gyártotta Európában történő értékesítésre, és a versenytárs cégek hiába próbálták utolérni Brand tervezésének sebességét és megbízhatóságát. A Thunderjetek és azok továbbfejlesztett változatai, az AFX-ek tízmilliós számban keltek el, és csaknem egy évtizeden át teljesen uralta a HO piacot, amíg az 1970-es évek elején a Tyco autók nem jelentek meg.
Az 1970-es évek végére a slot car boom már rég elmúlt, a modellező vasút és a miniatűr autós koncepciók nagyrészt feledésbe merültek, és a piac visszatért a komolyabb versenyző hobbihoz, a helyi és országos versenyző szervezetek pedig különböző versenyosztályok szabványait és szabályait alakították ki. A technológiai innováció minden méretarányban sokkal nagyobb sebességeket eredményezett, gyorsabb motorokkal, jobb gumiabroncsokkal és tapadási mágnesekkel, amelyek a kanyarokban tartották az autókat, bár néhány 1960-as évekbeli rajongó úgy gondolta, hogy a slot racing túl specializálttá vált az alkalmi hobbi számára, és nosztalgiával emlékezett vissza fiatalkorának primitívebb autóira, amelyek ugyan nem voltak olyan gyorsak, de sokkal szórakoztatóbbak voltak.
Az 1990-es években a számítógépes tervezés és a 3D-s tárgyakra történő nyomtatás módszerei segítettek sokkal részletesebb és hitelesebb modellek létrehozásában, mint a slot car boom egyszerű formái és kezdetleges grafikái. Ezenkívül az 1960-as és 1970-es évek Aurora HO slot autóinak újonnan gyártott replikái jelentek meg a piacon, és a fogyasztóknak lehetőségük nyílt arra, hogy vagy a modern, high-tech csodakocsikkal, vagy a korábbi idők egyszerűbb kivitelű modelljeivel versenyezzenek. 2004-ben az 1990-es években forradalmasító hatással bíró digitális vezérlőrendszerek (DCC) megjelentek az 1:32 méretarányú slot carokban is, lehetővé téve több autó versenyzését egy sávban, realisztikusabb előzésekkel.
2012-ben a hongkongi kínai feltaláló, Mak Wing Kwong bemutatta a „Dynamic Motion Express” slot car rendszert. A DMX pálya egy sor párhuzamos résszel rendelkezik, amely lehetővé teszi a versenyzőknek, hogy a pálya belső, középső vagy külső sávját válasszák, és így előzzenek vagy blokkoljanak más versenyzőket. A DMX slot carok alján egy forgó mechanizmus található, amely négy csapszeggel rendelkezik, amelyek behúzódnak és kiállnak, amikor a versenyző balra vagy jobbra irányítja az autót. Az autó kioldja csapját az egyik sáv nyílásából, az egyik vagy a másik oldalra mozog, majd újra behelyezi a csapot az új sáv nyílásába.

### Digitális vezérlés
A digitális vezérlés lehetővé teszi, hogy az autókat sokkal precízebben irányítsuk a beépített elektronikának köszönhetően. Normál analóg pálya esetében egy sávban csak egy autó található és a további sávok elektromosan függetlenek egymástól, a vezérlés a feszültség növelésével és csökkentésével valósul meg. Digitális rendszer esetében azonban további funkciókat is használhatunk, mint például sávváltás vagy virtuális üzemanyagtartály, melyet a box utcában tölthetünk fel újra, ha az üzemanyag kifogyott.

## Kiegészítők
Az egyszerű kétsávos versenypályánkat különböző kiegészítő elemek megvásárlásával tovább bonyolíthatjuk.
Ilyen kiegészítő elem lehet az 
- Útszűkület;
- Box utca (virtuális tankoláshoz);
- Ugrató;
- Ívben bedőlő kanyar;
- Felüljáró;
- Kitérő (digitális rendszerekben);
- Körszámláló;
- További autómodellek;
- Korlátok, kerítések...

## Gyártók
Több játékgyártó is kínál autóversenypályákat, mindegyik egyedi pályaelemeket és csatlakozókat használ, így csak korlátozottan kompatibilisek a különböző gyártók termékei egymással.
Gyártók (a lista nem teljes):
- Airfix
- Aoyagi Metals Company
- Aurora AFX
- Aurora Plastics Corporation
- Cox Models
- G & R Wrenn
- Hornby Railways
- Jouef
- Lionel Corporation
- Matchbox
- Ninco
- Penn Line Manufacturing
- Tamiya Corporation
- Tyco Toys
- Prefo

## Lásd még
- Vasútmodellezés